# Francesco Ambrosi
Pour les articles homonymes, voir Ambrosi.
Francesco Ambrosi est un bibliothécaire, un historien et un botaniste, né le 17 novembre 1821 à Borgo Valsugana dans la région de Trente et mort le 9 avril 1897 à Trente en Italie.

## Biographie
Autodidacte, son éducation entre empêchée par ses parents, riches paysans, et par l’abbé Lorenzo Ambrosi, qui exerçant un grand pouvoir sur la famille des Ambrosi, ne donnait comme choix au jeune Francesco, soit d’entrer dans les ordres, soit de devenir lui aussi agriculteur. Il consacre alors ses loisirs à découvrir par lui-même les sciences naturelles, mais aussi l'histoire et la philosophie. C’est surtout la botanique qui le passionne qu’il peut étudier grâce à Francesco Facchini (1788-1852) et Casimiro Sartorelli (1774-1852). Il étudie notamment la flore de Valsugana et de la région de Trente.
Il fait paraître de nombreux travaux scientifiques, notamment, en 1851, Prospetto delle specie zoologiche conosciute nel Trentino. En 1853, il épouse Elisa Zanollo, union dont naîtra huit enfants dont cinq mourront en bas âge. Il commence à publier, en 1854, La flora del Tirolo meridionale qui s’interrompra en 1857 sans pour autant être terminée. Un incendie détruit sa maison et toutes ses archives et collections.
Il participe, en 1858, à la fondation de la Società del Museo di Storia Naturale in Trento (aujourd’hui Museo Tridentino di Scienze Naturali), le musée d’histoire naturelle de Trente aux côtés de Stefano Bertolini (1832-1904), entomologiste amateur et employé du tribunal, Pietro Guarinoni, les deux frères naturalistes Agostino Perini (1802-1878) et Carlo Perini (1817-1883), Michele de Sardagna (1833-1901), etc.
En mai 1864, il est appelé à diriger la bibliothèque de la ville de Trente auquel est joint le musée d'antiquité et d'histoire naturelle. Il y consacre alors toute son énergie. À sa mort, cette bibliothèque comptait quarante mille volumes. Son activité de bibliothècaire le conduit à abandonner l’étude de la botanique et il se consacre à l’étude de l’histoire, de la géographie et de l’anthropologie. Ambrosi s’implique également à la création d’un cycle d’enseignement de l’histoire et de la littérature italienne et la fondation des archives historiques de la ville de Trente. Il abandonne ses fonctions en 1896 souffrant d’une maladie cardio-vasculaire dont il meurt quelques mois plus tard.